# Stavba novozelandskega parlamenta
V stavbah novozelandskega parlamenta (maorsko Ngā whare Paremata) je novozelandski parlament in so na 45.000 kvadratnih metrih velikem območju na severnem koncu Lambton Quaya v Wellingtonu. Sestavljene so iz edvardijanske neoklasicistične stavbe Parlamenta (1922), parlamentarne knjižnice (1899), izvršnega dela, imenovanega The Beehive (1977) in Bowen House, ki je v uporabi od leta 1991. Medtem ko je večina posameznih stavb izjemnih iz različnih razlogov, ima splošna postavitev, ki je bila dosežena, »malo estetske ali arhitekturne skladnosti«.

## Hiša parlamenta
Glavna stavba kompleksa je Parlament, ki vsebuje razpravno dvorano, govorniško pisarno, center za obiskovalce in sobe za odbore.

### Predhodni objekt je pogorel
Prvi parlament je imel prostore v leseni dvonadstropni stavbi deželnega sveta (ki jo je leta 1870 prizidal William Clayton). Nadomestila jo je trinadstropna neogotska stavba iz leta 1880, ki jo je zgradil Thomas Turnbull in je vsebovala veliko avtohtonega lesa, vendar jo je leta 1907 uničil požar skupaj z vsemi drugimi stavbami parlamenta razen knjižnice. Knjižnica je imela železna požarna vrata, ki so rešila njene zbirke. Po uničenju stavbe je parlament deset let zasedal sosednjo vladno hišo (kjer je zdaj The Beehive).

### Nadomestna gradnja
Premier Joseph Ward je februarja 1911 objavil natečaj za iskanje nadomestnega oblikovanja in prijavljenih je bilo 33 modelov. Zmagovalni predlog vladnega arhitekta Johna Campbella je izbral polkovnik Vernon, nekdanji vladni arhitekt za Novi Južni Wales. Ker je še en Campbellov vnos osvojil četrto mesto, je dejanski načrt kombinacija obeh predlogov. Zasnova je bila razdeljena na dve stopnji. Prva polovica, neoklasicistična stavba, je vsebovala obe zbornici, druga polovica pa Bellamyjevo (parlamentarna kavarna) in novo neogotsko knjižnico, ki je nadomestila obstoječo.
Kljub pomislekom glede stroškov je premier William Massey dovolil začetek gradnje prve faze leta 1914, vendar brez večjih strešnih okraskov ali strešnih kupol. Izbruh prve svetovne vojne je povzročil pomanjkanje delovne sile in materiala, kar je otežilo gradnjo. Vendar so bili člani parlamenta (poslanci) tako obupani, da bi se rešili iz propadajoče stare vladne hiše, da so se leta 1918 preselili v nedokončano stavbo. Leta 1922 je bila dokončana prva etapa (druga etapa ni bila nikoli zgrajena). Z začetkom leta 1992 so bila izvedena obsežna dela za utrjevanje stavbe. Hišo parlamenta je leta 1995 po prenovi končno uradno odprla kraljica Nove Zelandije Elizabeta II. Namen liberalne vlade je bil, da se projekt izvaja po stopnjah, kar bi na koncu privedlo do skladnega arhitekturnega okolja. Namesto tega, kot ugotavlja Heritage New Zealand, ima dosežena postavitev »malo estetske ali arhitekturne skladnosti«, zlasti z gradnjo The Beehive namesto dokončanja stavbe parlamenta.
Februarja 2022 se je veliko protestnikov proti mandatu za cepivo proti COVID-19 zbralo pred stavbo parlamenta. Na travniku so postavili šotore, zasedli parlamentarno dvorano in blokirali bližnjo ulico Molesworth. Protestnike je policija odstranila 2. marca po skoraj štirih tednih. Protestniki so podtaknili požare in povzročili škodo na zelenicah ter vandalizirali stavbe parlamenta.

## The Beehive
Zemljišče, namenjeno drugi stopnji Parlamentarne hiše, zavzema Executive Wing. To stavbo, ki jo je leta 1964 zasnoval britanski arhitekt sir Basil Spence, večinoma pa jo je zasnovalo Ministrstvo za delo, je leta 1977 uradno odprla kraljica Elizabeta II. Prve parlamentarne pisarne so se v stavbo preselile leta 1979. Zaradi njegove značilne oblike se pogovorno imenuje The Beehive ('Čebelji panj').
Stavba ima deset nadstropij in je visoka 72 metrov. Zgornje nadstropje zavzema kabinet, v nadstropju takoj spodaj pa so pisarne predsednika vlade. V prvih treh nadstropjih se nahajajo pisarne posameznih ministrov, različne prireditvene sobe in Bellamyjeva restavracija.
V poznih 1990-ih so razmišljali o tem, da bi The Beehive prestavili za parlament in dokončali parlament v skladu s prvotnimi načrti iz leta 1911. Načrt je bil hitro umaknjen zaradi pomanjkanja javne podpore in skrbi glede stroškov.

## Parlamentarna knjižnica
Parlamentarna knjižnica, dokončana leta 1899, je najstarejša stavba. Stoji severno od parlamenta (desno, gledano od spredaj).
Knjižnica je bila zasnovana v neogotskem slogu in je bila požarno odporna, saj je bila zidana. Tretje nadstropje zasnove ni bilo zgrajeno, da bi prihranili denar. Imela je železna požarna vrata, ki so ločevala knjižnico od glavnega vhodnega dela. To je knjižnico rešilo pred požarom leta 1907, ki je uničil preostale lesene stavbe parlamenta.
V 1990-ih je bila poleg parlamenta okrepljena in prenovljena tudi knjižnica. To je vključevalo poustvarjanje neogotskih elementov strehe, vključno z okovjem, stolpiči in fialami. V njej je še vedno parlamentarna knjižnica. Stavba je registrirana pri Heritage New Zealand (prej imenovan New Zealand Historic Places Trust) kot zgradba dediščine kategorije I z registrsko številko 217.

## Bownova hiša
22-nadstropna poslovna stavba čez Bowen Street od The Beehive, Bowen House, hiša poslanskih pisarn in podpornega osebja, je bila v najemu parlamentarnih služb od leta 1991. S preostalim parlamentarnim kompleksom je povezana s predorom pod ulico Bowen Street, v katerem so premične steze ali travelator.

## Stare vladne zgradbe
To štirinadstropno stavbo, ki ni del sedanjega parlamentarnega kompleksa in je na drugi strani Lambton Quaya, je zasnoval William Clayton in je bila zgrajena leta 1876. V starih vladnih stavbah je trenutno pravna fakulteta Victoria University of Wellington kot del kampusa Victoria's Pipitea. Več sob s prikazi zgodovine stavbe je bilo pripravljenih za javni ogled.